# خوان بابلو غارسيا
خوان بابلو غارسيا (بالإسبانية: Juan Pablo García Contreras) (24 نوفمبر 1981 بغوادالاخارا في المكسيك - ) هو لاعب كرة قدم مكسيكي في مركز الوسط، شارك في الألعاب الأولمبية الصيفية 2004. وشارك مع منتخب المكسيك لكرة القدم. أما مع النوادي، فقد لعب مع تايجرز أونال ونادي أطلس ونادي بويبلا ونادي تشياباس ونادي شيفاز يو إس أي وتيبورونيس روخوس دي فيراكروز وVenados F.C. ‏.

## وصلات خارجية
- خوان بابلو غارسيا على موقع الاتحاد الدولي (مؤرشف)  (الإنجليزية)
- خوان بابلو غارسيا على موقع الدوري الأمريكي (الإنجليزية)
- خوان بابلو غارسيا على موقع قاعدة بيانات كرة القدم.إي يو (الإنجليزية)
- خوان بابلو غارسيا على موقع ناشيونال فوتبول تيمز (الإنجليزية)
- خوان بابلو غارسيا على موقع Soccerway.com (الإنجليزية)
- خوان بابلو غارسيا على موقع أوليمبيديا (الإنجليزية)